# Giacomino Granchi
Giacomino Granchi (Pisa, 14 novembre 1946 – Pisa, 3 aprile 2011) è stato un politico italiano.

## Biografia
Nato a Pisa, diplomato in ragioneria e di professione impiegato, si avvicinò alla politica in età giovanile, iscrivendosi al Partito Socialista Italiano nel 1966 ed entrando nel 1970 in consiglio comunale a Ponsacco, dove fu anche assessore. Dal 1982 al 1985 ricoprì la carica di segretario provinciale del partito; fu anche presidente della Lega Coop di Pisa (Federazione cooperative e mutue di Pisa).
Assessore a Pisa nella giunta guidata da Oriano Ripoli, venne eletto sindaco della città in seguito alle dimissioni di quest'ultimo nel 1986, rimanendo alla guida dell'amministrazione pisana fino al gennaio 1990. Alle elezioni regionali del maggio 1990 venne eletto consigliere regionale con 7 227 voti, ricevendo l'incarico di assessore all'urbanistica e vice-presidente della Toscana.
Alle elezioni del giugno 2004 viene candidato a presidente della Provincia di Pisa da parte del Nuovo PSI, ottenendo il 2,1% dei voti, mancando l'elezione in Consiglio provinciale.
Morì a Pisa il 3 aprile 2011.